# Rakomelo

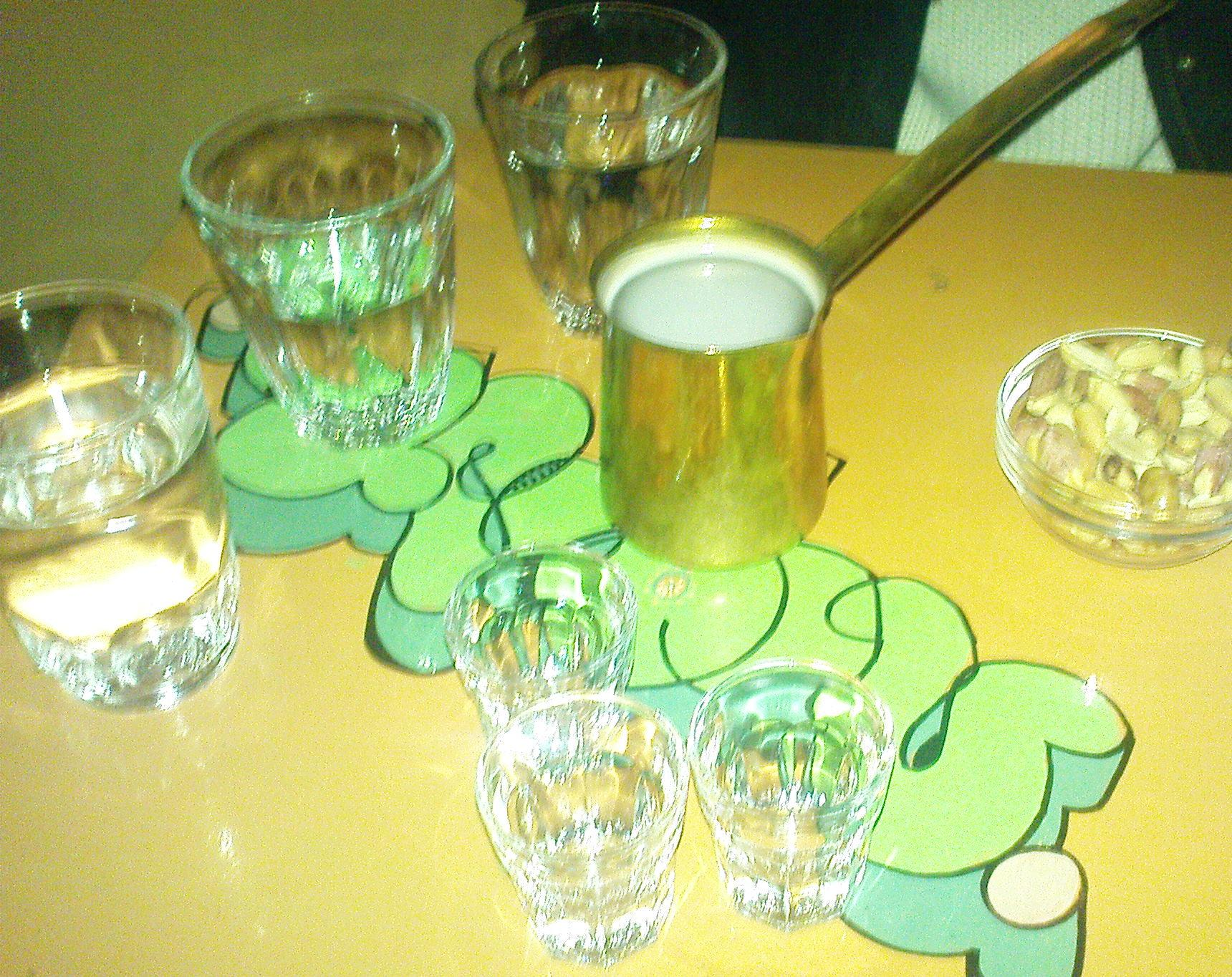
Rakomelo servido a la manera tradicional y acompañado de frutos secos y vasos de agua, en una taverna de la zona de Psiri, Atenas.

El rakomelo (en griego ρακόμελο, de ρακί raki y μέλι meli, ‘miel’) es una bebida alcohólica mezclada templada.
Se hace mezclando raki (tsikoudia) o tsipouro con miel y varias especias, como canela, cardamomo u otras hierbas regionales. Se produce en Creta y otras islas del mar Egeo, y en el continente griego, consumiéndose principalmente durante el invierno como bebida caliente. Una bebida parecida es el raki al horno, una especialidad regional de la isla de Amorgos que se hace con raki, azúcar y especias y se sirve a temperatura ambiente. El raki al horno contiene más especias que el rakomelo, que suele contener solo canela.
El rakomelo puede encontrarse embotellado en licorerías, listo para ser calentado y servido. El raki al horno también se encuentra embotellado, listo para tomarse.
Una receta genérica del rakomelo es añadir una o dos cucharaditas de miel por cada 4 vasitos de raki, junto a un clavo y aproximadamente una cucharadita de canela, aunque puede modificarse al gusto. Los ingredientes se calientan preferentemente en un briki sobre un fuego de gas, como el café griego o turco.